# Castricumse Rugbyclub
Castricumse Rugbyclub is een Nederlandse rugbyvereniging uit Castricum.

## Geschiedenis
De Castricumse Rugbyclub (Cas RC) werd in 1968 opgericht. 
De club telt tegenwoordig 3 seniorenteams, 1 vrouwenteam en meerdere jeugdteams. Het vrouwenteam speelt in de eerste klasse. 

### Winsten
Cas RC promoveerde in 1982 naar de Ereklasse. Sindsdien heeft de club altijd op het hoogste niveau meegedaan. Dit leidde tot landskampioenschappen in 1986, 1987, 2000, 2003, 2004, 2005, 2006 en 2007.
In 1993, 1995, 2000 en 2004 werd de Nationale Beker gewonnen, iets wat het 2e team in 2011 bereikte.
In 1982, 1983, 1988, 1990, 1998, 2000, 2007 en 2014 werd de Nationale sevens gewonnen.
In 2000 won Castricum naast het landskampioenschap ook de Beker en het Nationale Sevens kampioenschap. Een feit wat in de Nederlandse rugbywereld ook wel een "triple" wordt genoemd. Na het reguliere rugbyseizoen veroverde Castricum ook nog de allereerste Nederlandse Beach Rugby titel tijdens het Ameland Beachrugbytoernooi.
Cas RC werd tot Castricumse sportploeg van het jaar uitgeroepen in 1997, 1998, 2000, 2003, 2004 en 2007.
In 2005 en 2007 won Castricum de ING Cup. In de wedstrijden om de ING Cup strijden de beste 4 Belgische teams tegen de beste 4 Nederlandse teams. De Ing Cup is de opvolger van de Eurocup. Aan de Eurocup deden ook clubs uit andere Europese landen mee die op hetzelfde niveau spelen als clubs uit Nederland. Vanaf het seizoen 2008/2009 wordt er niet meer om de ING Cup gespeeld.